# Bill Vukovich II
Pour les articles homonymes, voir Vukovich.
William John Vukovich, Jr., connu sous le nom de Bill Vukovich II, né le 29 mars 1944 à Riverside en Californie et mort le 20 août 2023, est un pilote automobile américain qui a concouru dans les championnats USAC et CART.

## Biographie
Bill Vukovich II devient le Rookie of the year des 500 miles d'Indianapolis en 1968 avec une belle septième place. Sa carrière débute en 1965 et s'achève en 1982. Il prend part à 158 départs en course, y compris à Indianapolis. Il termine parmi les dix meilleurs pilotes de chaque course à 85 reprises et remporte une victoire en 1973 à Brooklyn. Il remporte dans sa carrière 23 victoires dans des courses de midget et pilote pour le compte de J.C. Agajanian.

### Vie privée
Bill Vukovich deuxième du nom est le fils du double vainqueur de la classique de l'Indiana, Bill Vukovich. C'est également le père de Bill Vukovich III. Tous deux sont morts dans des accidents en course.

## Récompenses
Bill Vukovich II a été introduit au National Midget Auto Racing Hall of Fame en 1998.

## Résultats aux 500 miles d'Indianapolis
| Année | Châssis   | Moteur      | Départ       | Résultat |
| ----- | --------- | ----------- | ------------ | -------- |
| 1968  | Shrike    | Offenhauser | 23e          | 7e       |
| 1969  | Laycock   | Offenhauser | 26e          | 32e      |
| 1970  | Brabham   | Offenhauser | 30e          | 23e      |
| 1971  | Brabham   | Offenhauser | 11e          | 5e       |
| 1972  | Eagle     | Offenhauser | 18e          | 28e      |
| 1973  | Eagle     | Offenhauser | 16e          | 2e       |
| 1974  | Eagle     | Offenhauser | 16e          | 3e       |
| 1975  | Eagle     | Offenhauser | 8e           | 6e       |
| 1976  | Eagle     | Offenhauser | 9e           | 31e      |
| 1977  | Coyote    | Foyt        | 23e          | 17e      |
| 1978  | Eagle     | Offenhauser | Non qualifié |          |
| 1979  | Watson    | Offenhauser | 34e          | 8e       |
| 1980  | Watson    | Offenhauser | 30e          | 12e      |
| 1981  | Watson    | Offenhauser | Non qualifié |          |
| 1982  | Lightning | Cosworth    | Non qualifié |          |
| 1983  | Eagle     | Chevrolet   | Non qualifié |          |